# Паям Буєрі
Паям Абдех Салех Буєрі Паяні (перс. پیام بویری پیانی; нар. 12 січня 1994, Ізе, Хузестан) — іранський борець греко-римського стилю, дворазовий бронзовий призер чемпіонатів Азії, бронзовий призер Азійських ігор.

## Життєпис
Боротьбою почав займатися з 2007 року. У 2011 році став чемпіоном світу серед кадетів. Того ж року такого ж успіху досяг і на азійському чемпіонаті у тій же віковій групі. Наступного року на чемпіонаті світу серед юніорів здобув бронзову нагороду. У 2014 році став чемпіоном Азії серед юніорів та срібним призером світової юніорської першості. У 2017 році здобув бронзову нагороду на чемпіонаті світу у віковій групі до 23 років.
Виступає за борцівський клуб «Тахті», Ізе. Тренери — Абдулла Хаманголі і Малек Мохаммад Буєрі.

## Спортивні результати на міжнародних змаганнях

### Виступи на Чемпіонатах Азії
| Змагання                       | Збірна | Вагова категорія                 | Місце  |
| ------------------------------ | ------ | -------------------------------- | ------ |
| Чемпіонат Азії з боротьби 2015 | Іран   | греко-римська боротьба, до 75 кг | Бронза |
| Чемпіонат Азії з боротьби 2016 | Іран   | греко-римська боротьба, до 75 кг | Бронза |

### Виступи на Азійських іграх
| Змагання           | Збірна | Вагова категорія                 | Місце  |
| ------------------ | ------ | -------------------------------- | ------ |
| Азійські ігри 2014 | Іран   | греко-римська боротьба, до 75 кг | Бронза |

### Виступи на інших змаганнях
| Змагання                                | Збірна | Вагова категорія                 | Місце  |
| --------------------------------------- | ------ | -------------------------------- | ------ |
| Кубок Ядегара Імама 2012                | Іран   | греко-римська боротьба, до 74 кг | 8      |
| Турнір Вехбі Емре 2013                  | Іран   | греко-римська боротьба, до 74 кг | 5      |
| Турнір Вехбі Емре 2014                  | Іран   | греко-римська боротьба, до 75 кг | 5      |
| Гран-прі FILA 2015                      | Іран   | греко-римська боротьба, до 75 кг | Бронза |
| Золотий Гран-прі з боротьби 2015        | Іран   | греко-римська боротьба, до 75 кг | Срібло |
| Кубок Владислава Пітласинські 2016      | Іран   | греко-римська боротьба, до 75 кг | 10     |
| Клубний чемпіонат світу з боротьби 2019 | Іран   | команда                          | 4      |
| Гран-прі Угорщини з боротьби 2019       | Іран   | греко-римська боротьба, до 77 кг | 10     |

### Виступи на змаганнях молодших вікових груп
| Змагання                                      | Збірна | Вагова категорія                 | Місце  |
| --------------------------------------------- | ------ | -------------------------------- | ------ |
| Чемпіонат Азії з боротьби серед кадетів 2011  | Іран   | греко-римська боротьба, до 63 кг | Золото |
| Чемпіонат світу з боротьби серед кадетів 2011 | Іран   | греко-римська боротьба, до 63 кг | Золото |
| Чемпіонат світу з боротьби серед юніорів 2012 | Іран   | греко-римська боротьба, до 74 кг | Бронза |
| Чемпіонат світу з боротьби серед юніорів 2013 | Іран   | греко-римська боротьба, до 74 кг | 20     |
| Чемпіонат Азії з боротьби серед юніорів 2014  | Іран   | греко-римська боротьба, до 74 кг | Золото |
| Чемпіонат світу з боротьби серед юніорів 2014 | Іран   | греко-римська боротьба, до 74 кг | Срібло |
| Чемпіонат світу з боротьби до 23 років 2017   | Іран   | греко-римська боротьба, до 75 кг | Бронза |